# Haldor Topsøe (ingenjör)
Haldor Topsøe, född 24 maj 1913 i Köpenhamn, död 20 maj 2013, var en dansk civilingenjör och företagsledare samt sonson till kemisten och kristallografen Haldor Topsøe (1842–1935).
Topsøe blev civilingenjör i kemiteknik 1936 (dansk cand.polyt.-examen). Han grundade 1940 företaget Haldor Topsøe A/S för utveckling och tillverkning av katalysatorer. 
Topsøe blev 1954 ledamot av Akademiet for de Tekniske Videnskaber samt invaldes 1967 som utländsk ledamot av svenska Kungliga Ingenjörsvetenskapsakademien. Han utsågs 1968 till hedersdoktor vid Aarhus universitet och erhöll samma hederstitel 1969 vid Danmarks Tekniske Universitet samt 1986 vid Chalmers tekniska högskola.
Topsøe bröt höften vid ett fall i början av maj 2013 vilket ledde till att hans planerade 100-årsfirande ställdes in. Han avled fyra dagar före sin 100-årsdag.

### Fotnoter
1. 1 2  Dansk Biografisk Lexikon, Dansk biografisk Leksikon-ID: Haldor_Topsøe_-_virksomhedsstifter, läs online.[källa från Wikidata]
2. ↑  Gravsted.dk.[källa från Wikidata]
3. ↑  Æresdoktorer proklameret af Aarhus Universitet, Århus universitet, läs onlineläs online, läst: 10 april 2019.[källa från Wikidata]
4. ↑  läs online, www.dtu.dk , läst: 16 oktober 2018.[källa från Wikidata]
5. 1 2  ”Erhvervsmanden Haldor Topsøe er død”. Jyllands-Posten. 20 maj 2013. Arkiverad från originalet den 2 september 2015. https://web.archive.org/web/20150902195521/http://jyllands-posten.dk/navne/ECE5497731/erhvervsmanden-haldor-topsoee-er-doed/. Läst 21 augusti 2013.
6. ↑  ”Royal fejring aflyst: 100-års fødselar brækker hoften” (på danska). TV2. 12 maj 2013. https://nyheder.tv2.dk/2013-05-12-royal-fejring-aflyst-100aars-foedselar-braekker-hoften.